# Paruline des rochers
Basileuterus lachrymosus
Espèce
Statut de conservation UICN

 LC  : Préoccupation mineure
La Paruline des rochers (Basileuterus lachrymosus, anciennement Euthlypis lachrymosa) est une espèce de passereaux appartenant à la famille des Parulidae.

## Distribution
La Paruline des rochers occupe une aire morcelée qui va du nord du Mexique au nord-ouest du Nicaragua.

Carte de répartition de l'espèce
Zone de nidification
Zone de résidence permanente

## Habitat
Cette paruline habite les piémonts, les basses montagnes et le bas des versants montagneux couverts de forêts sempervirentes ou semi-décidues avec un sous-bois inaltéré entre 50 m et 1 800 m d'altitude. Elle montre une préférence pour les terrains accidentés et rocheux tels les ravins et les anciennes coulées de laves colonisées par la forêt.